# Jäverön

Flygfoto över Jäverön från cirka 1960.

Jäverön är en ö i Vänern, sydost om Karlstad inom den före detta stadens område. Ön har en yta av 8,94 kvadratkilometer.
Jäverön har troligen varit befolkad ända sedan forntiden. I skrift omtalas ön första gången 1540. Som mest har ön haft 83 innevånare i början av 1900-talet, då fanns här förutom Jäverö gård fem torp. Man har sysselsatt sig med jordbruk, fiske och skogsbruk, under en tid på 1800-talet fanns även ett tegelbruk på Jäverön. 1861 fick Jäverön ambulerande skolverksamhet, och 1918 fick Jäverön en egen lärare, men skolan lades ned 1934. Under senare delen av 1900-talet uppfördes över hundra sommarstugor på ön, huvudsakligen längs öns västra sida. Jäverön köptes 1967 av Karlstads kommun, och under 1970-talet planerades att förlägga Karlstads flygplats hit. Kostnader för broförbindelse med fastlandet fick planerna att falla. Jordbruk bedrivs ännu vid Jäverö gård. Huvuddelen av ön är bevuxen med barrskog där 16 kilometer vandringsleder iordningställts.